# روبرت أوين ليمان
روبرت أوين ليمان، (29 سبتمبر 1891 - 9 أغسطس 1969) كان مصرفيًا أمريكيًا، ورئيسًا قديمًا لبنك ليمان براذرز الاستثماري، ومالكًا لسباق الخيل، وجامعًا للفنون، ومحسنًا.

## الحياة والوظيفة
ولد ليمان لعائلة يهودية في مدينة نيويورك. كان نجل فيليب ليمان (1861 – 1947) وحفيد إيمانويل ليمان، أحد مؤسسي بنك الاستثمار ليمان براذرز، وكاري لوير (1865 – 1937).
تخرج من مدرسة <b>هوتشكيس</b> في عام 1908  وكان خريجًا عام 1913 من جامعة ييل وعضوًا في أخوية دلتا كابا إبسيلون. عندما تقاعد والده عام 1925، تولى «بوبي» ليمان الدور القيادي للشركة المملوكة للعائلة. تولى البنك في وقت كانت فيه ليمان براذرز، مثل منافسيها جولدمان ساكس ومورجان ستانلي، شركة مكتب واحد.
في حين أن المبادئ المالية السليمة ضرورية، إلا أن روبرت ليمان غالباً ما يقتبس قوله «يراهن على الناس». أحد هؤلاء الأشخاص الذين كان يؤمن بهم كان خوان تريب الذي سيبني بان أمريكان وورلد إيروايز في قوة صناعية. أدرك روبرت ليمان أنه لزيادة نمو ليمان براذرز إلى أقصى حد، كان بحاجة إلى رأس مال مستثمر إضافي. بينما كان لا يزال يحتفظ بالسيطرة على التصويت، كان أول من دعا أفرادًا من خارج العائلة ليصبحوا شركاء. لقد فهم أيضًا أن الشركاء المناسبين يمكنهم توسيع فرص الشركة من خلال المديريات المتشابكة. على هذا النحو، باع حصة في ليمان براذرز إلى جون د. هيرتز الذي باع شركته شركة الكابينة الصفراء ومؤسسة هيرتز مقابل ثروة وجلس في مجلس إدارة جنرال موتورز. في ظل روبرت ليمان، ركز البنك على الصناعات الاستهلاكية سريعة التطور من خلال صفقات تمويل مرتبة في تجارة التجزئة وشركات الطيران والأعمال الترفيهية، ولا سيما مع صفقة مجموعة مسرح كيث ألبي أورفيوم 1928 التي باعت معظم أسهمها إلى جوزيف بي كينيدي الذي أدى إلى إنشاء استوديوهات الصور المتحركة آر كي أو بيكتشرز. وعندما قام بنك ليمان بجمع التمويل المبدئي لشركة باراماونت بيكتشرز، سيكون جون د.
وجه روبرت ليمان شركته من خلال مخاطر انهيار سوق الأسهم عام 1929 والكساد الكبير الذي أعقب ذلك في الثلاثينيات. بعد الحرب، نما الشركة بشكل كبير، وتوسع في باريس، فرنسا لتلبية الاحتياجات المالية لعملائه بالعمليات الدولية. في هذه العملية، جعل نفسه واحدًا من أغنى الناس في الولايات المتحدة.

## الخيول الأصيلة
عاشق الخيول وعشاق لعبة البولو، لعب روبرت ليمان في فريق بولو مع دبليو أفريل هاريمان وجوك ويتني وتومي هيتشكوك جونيور. كما كان أصيل فرس الرهان المالك والمربي الذي كان خمسة خيول تتنافس في كنتاكي ديربي. خيله، الأكثر تدريبًا من قبل رالف ج. كيرشيفال، فاز بالعديد من سباقات الرهانات الهامة بما في ذلك معاق التصحيح ولونغ آيلاند هانديكاب في مضمار السباق، وبرنارد باروخ هانديكاب في مضمار سباق ساراتوجا.

## جمع الفن
لمدة ستة عقود، بنى على مجموعة من الفنون التي بدأها والده في عام 1911 وكرس قدرًا كبيرًا من الوقت والطاقة كعضو قديم في مجلس أمناء متحف متروبوليتان للفنون، وأخيرًا أصبح أول رئيس لـ المجلس في متروبوليتان في الستينيات. أصبحت أهمية مجموعته تلك التي في عام 1957، واستخدمت ما يقرب من ثلاثمائة يعمل من أجل معرضا منفردا في متحف اللوفر متحف دى لا اورانجيريه في حدائق التويلري في باريس. في ذلك الوقت، كانت مجموعته الأمريكية الخاصة الوحيدة التي تم منحها هذا الشرف. في عام 1968 حصل على دكتوراه فخرية في الآداب الإنسانية من جامعة ييل لأنه «عزز الحياة المدنية والثقافة والتطور الفني لحضارتنا».
بعد وفاته عام 1969، تبرعت مؤسسة روبرت ليمان بما يقرب من 3000 عمل فني لمتحف متروبوليتان للفنون. يقع المتحف في جناح روبرت ليمان، الذي افتتح للجمهور في عام 1975، وقد أطلق عليه المتحف «واحدة من أكثر المجموعات الفنية الخاصة غير العادية التي تم تجميعها على الإطلاق في الولايات المتحدة.»  حتى يومنا هذا، لا تزال مؤسسته نشطة، حيث تدير صندوق محاضرة روبرت ليمان للفنون وترعى المعارض في المتاحف، في جميع أنحاء الولايات المتحدة وحول العالم. وتشمل الأنشطة الخيرية الأخرى دعم البرامج التلفزيونية لبرنامج تلفزيوني. تم تسمية مركز روبرت ليمان للفنون في مدرسة بروكس في شمال أندوفر، ماساتشوستس، تكريمًا له.

## الحياة الشخصية
زواج روبرت الأول - لروث س. (لام لامار) رمزي (مواليد 1902) في مايو 1929 في مونتريال، كيبيك  انتهى بالطلاق حوالي عام 1931. قبل زواجها من روبرت، كانت روث لامار قد تزوجت من جون ويليامز «جاك» رمزي (1877–1960)، الذي كان يملك نادي السفارة (ملهى ليلي في مدينة نيويورك) ورئيسًا لشركة اللعب الأمريكية (وهي عجوز أنشئت وكالة أدبية تقع في 532 الجادة الخامسة في مانهاتن). 
كان زواج روبرت الثاني، الذي حدث في 25 يونيو 1934 في واشنطن العاصمة، من روث «كيتي» (ليفيت) ميكر (1904-1984)، ابنة ويليام هومر ليفيت وروث بريان أوين، وحفيدة وزيرة خارجية الولايات المتحدة. وليام جينينغز برايان. كان لديهم ابن واحد، مصور سينمائي ومخرج، روبرت «روبن» أوين ليمان جونيور ميكر لديه ثلاث بنات من زواجها الأول من ويليام بينتر ميكر (1902-1983) الذي طلقته في عام 1933: روث ميكر، هيلين ميكر، وكاثرين ميكر. كما انتهى زواج روبرت وروث ميكر بالطلاق في عام 1951.
زواج روبرت الثالث - من لي «إلينا» (أنز) لين (1919-2006) - حدث في 10 يوليو 1952 في نيويورك.